# ソ連鉄道人民委員部AA20形蒸気機関車
AA20形（ロシア語: АА20）は、1934年にソ連鉄道人民委員部が試作した蒸気機関車。関節式機関車やデュープレックス式機関車を除き、史上最多の動輪数（7軸）を持つ蒸気機関車であった。

## 概要
最大軸重20tという制限があるソ連の線路上で、3,000tの石炭列車を単機で牽引するという計画のため試作された車両。低品質の石炭を使用するため燃焼用の長大なボイラーが必要となった事から、軸重制限を超えないようにするため動輪数が7軸となった。曲線通過時の対策のため第3～5軸をフランジレスにする、一部の連結棒を自在継手にするなどの工夫が取られていた。
なお形式名のうち「AA」はソ連の政治家でありAA20形の製造に協力したアンドレイ・アンドレーエフ（Андре́й Андре́евич Андре́ев）に由来し、「20」は最大軸重（20t）を指す。

## 運用
製造後は試運転が実施されたものの、曲線走行時にレールに対する横圧が大きく、ポイントを破損するなどの被害が生じた。更に機関車そのものの巨大さ故に転車台に乗せる事が出来ず、車庫への保管も出来なかった。その結果、AA20形の開発は中止となった。
その後は僅か1年の運用の後1935年をもって使用が中止された。以降は25年以上にわたり側線に留置され、1960年頃に解体された。